# 世界福州十邑同乡总会
世界福州十邑同乡总会（简称世福会或世福总会）是全球福州十邑籍华人的国际性乡会社团联谊组织。福州十邑是指旧制福州府所辖，同属于福州语言文化圈的十个县，即：闽、侯官（闽与侯官二县辖今天的福州市区和闽侯）、福清（包括今平潭）、长乐、连江、罗源、闽清、永福（今永泰）、古田、屏南。该会在全球各地现有64个属会，属下会员总人数涵盖海外五百多万福州籍华人，遍布世界107个国家与地区。该会每隔两年择址不同地区轮值主办大型全球性恳亲大会，自2004年起改为每三年举行一次。

## 宗旨和使命
- 宗旨：促进世界各地属会间的联系与交流，增进宗族同乡的情谊。相互扶持共同迈向新纪元。
- 使命：为福州的宝贵文化多开一扇窗，让福州人更了解福州文化，使之可源远流长，传承下去。

## 历史
1988年7月，新加坡福州会馆主席林理化倡议筹办世界福州同乡大集会，9月邀请各地代表到新加坡开座谈会，一致决议由新加坡福州会馆联合福州属社团（22个单位）联合主办，马来西亚福州社团联合总会（有52个属会）协办。1990年5月17日至19日，在新加坡召开第1届世界福州十邑同乡大会，同时庆祝新加坡福州会馆成立80周年。

## 历届世界福州十邑同乡恳亲大会
| 届数 | 年份   | 举办地点                                             | 总会长                                       |
| 1    | 1990年 | 新加坡                                               | 马来西亚诗巫張曉卿，闽清籍                   |
| 2    | 1992年 | 马来西亚砂拉越诗巫                                   | 马来西亚诗巫張曉卿，闽清籍                   |
| 3    | 1994年 | 中国福州                                             | 马来西亚诗巫張曉卿，闽清籍                   |
| 4    | 1996年 | 泰国曼谷                                             | 马来西亚诗巫張曉卿，闽清籍                   |
| 5    | 1998年 | 中国北京                                             | 马来西亚爱大华颜清文（因为破产卸任），古田籍 |
| 6    | 2000年 | 马来西亚吉隆坡                                       | 印度尼西亚黄双安，闽清籍                     |
| 7    | 2002年 | 原定于印度尼西亚雅加达举行，因巴厘岛爆炸事件宣布停办 | 印度尼西亚黄双安，闽清籍                     |
| 8    | 2004年 | 马来西亚砂拉越古晋                                   | 马来西亚诗巫张仕国，闽清籍                   |
| 9    | 2007年 | 中国福州                                             | 马来西亚诗巫张仕国，闽清籍                   |
| 10   | 2010年 | 马来西亚砂拉越美里                                   | 马来西亚诗巫刘贤威，闽清籍                   |
| 11   | 2014年 | 印度尼西亚雅加达                                     | 印度尼西亚张锦雄，闽侯籍                     |
| 12   | 2017年 | 中国香港                                             | 香港吴换炎，福清籍                           |
| 13   | 2019年 | 中国深圳                                             | 香港吴换炎，福清籍                           |

## 历届总会长
| 总会长 | 届数       | 任期        |
| 张晓卿 | 1、2、3、4 | 1990 - 1998 |
| 颜清文 | 5          | 1998 - 2000 |
| 黄双安 | 6、7       | 2000 - 2004 |
| 张仕国 | 8、9       | 2004 - 2008 |
| 刘贤威 | 10、11     | 2008 - 2012 |
| 张锦雄 | 12、13     | 2012 - 2016 |
| 吳換炎 | 14、15     | 2016- 2020  |